# Ottavio Acquaviva d'Aragona (1609-1674)
Ottavio Acquaviva d'Aragona (Nápoles, 23 de setembro de 1609 - Roma, 26 de setembro de 1674) foi um cardeal do século XVII

## Biografia
Nasceu em Nápoles em 23 de setembro de 1609. patrício napolitano. Terceiro dos seis filhos de Giosia Acquaviva, 12º duque de Atri, e Margherita Ruffo, dos príncipes de Scilla. Os outros irmãos eram Francesco (13º duque de Atri), Alberto, Isabella, Fabrizio e Maria. Seu primeiro nome também está listado como Ottaviano e seu sobrenome como Aragonia. Sobrinho-neto dos cardeais Giulio Acquaviva d'Aragona (1570) e Ottavio Acquaviva d'Aragona, Sr. (1591). Outros cardeais da família são Giovanni Vincenzo Acquaviva d'Aragona (1542); Francesco Acquaviva d'Aragona (1706); Troiano Acquaviva d'Aragona (1732); e Pasquale Acquaviva d'Aragona (1770).
Ele foi para Roma durante o pontificado do Papa Urbano VIII. Chamberlain de honra de Sua Santidade. Relator da SC do Bom Governo. Governador de Jesi, 1638 até março de 1639. Governador de Orvieto, junho de 1640 até maio de 1643. Governador de Ancona, maio de 1643 até setembro de 1644. Secretário da SC de Águas. Eleitor do Tribunal da Assinatura Apostólica de Justiça. Referendário dos Tribunais da Assinatura Apostólica da Justiça e da Graça, 1642. Governador de Viterbo, 1652 até 2 de março de 1654. Abade de Santa Maria di Properzano.
Criado cardeal sacerdote no consistório de 2 de março de 1654; recebeu o gorro vermelho e o título de S. Bartolomeo all'Isola, em 23 de março de 1654. Continuou por um tempo como governador de Viterbo. Legado na Romagna, de 22 de junho de 1654 a 1657. Participou do conclave de 1655, que elegeu o Papa Alexandre VII. Optou pelo título de S. Cecília, em 18 de março de 1658. Participou do conclave de 1667, que elegeu o Papa Clemente IX. Camerlengo do Sacro Colégio dos Cardeais, de 14 de janeiro de 1669 a 19 de janeiro de 1671. Participou do conclave de 1669-1670, que elegeu o Papa Clemente X; deixou o conclave em 27 de fevereiro de 1670.
Morreu em Roma em 26 de setembro de 1674, de uma artéria rompida causada pelo médico que estava extraindo sangue. Exposto e enterrado em seu título, S. Cecília (1)